# المرفدين (السياني)

تعديل مصدري - تعديل

المرفدين محلة تابعة لقرية الظرافة، التابعة لعزلة ذي شراق بمديرية السياني إحدى مديريات محافظة إب في الجمهورية اليمنية.، بلغ تعداد سكانها 219 حسب تعداد اليمن لعام 2004.